# Uma Noite e Meia
Uma Noite e Meia, por vezes escrita Uma Noite e 1/2, é uma canção de pop-rock composta por Renato Rocketh e gravada por Marina Lima no seu álbum Virgem, de 1987. A canção ganhou as rádios de todo o país e tornou-se o hino do verão brasileiro em 1988, e é até hoje um dos maiores hits da cantora.
Um videoclipe, que conta com participação do ator Marcos Palmeira foi produzido para a música, e exibido pela primeira vez no programa Fantástico.

## Regravações
- Em 1997, a música foi regravada pela dupla Claudinho e Buchecha.[10]
- Em 2008, a música foi regravada pela banda Cheiro de Amor em seu álbum acustico.[10]
- Em 2017, Renato Rocketh regravou a canção com a cantora francesa Valerie Lu em uma versão reggae, e em um dueto português-francês, no seu álbum "Noite Carioca".[11]
- Em 2018, o cantor Qinho regravou a canção no seu álbum "Qinho Canta Marina".[12]

## Na Cultura Popular
- Em 1993, a música foi utilizada como tema de abertura da minissérie Contos de Verão, da TV Globo.[13]
- Em 2010, a música foi utilizada em uma campanha publicitária da Havan[14]
- Em 2019, a música fez parte da trilha-sonora da novela Verão 90, da TV Globo.[11]
- Em 2021, a música foi utilizada em uma campanha publicitária da C&A.[15]